# Pavonia cauliflora
Pavonia cauliflora là một loài thực vật có hoa trong họ Cẩm quỳ. Loài này được (Nees & Mart.) Fryxell mô tả khoa học đầu tiên năm 1999.